# Giovanni Galli
Giovanni Galli (Pisa, 29 aprile 1958) è un dirigente sportivo, ex calciatore e politico italiano, di ruolo portiere, campione del mondo con la nazionale italiana nel 1982.
Considerato uno dei migliori portieri italiani degli anni '80 del XX secolo, ha vestito le maglie di Fiorentina, Milan, con cui vinse sei trofei, Napoli, Torino, Parma e Lucchese, ritirandosi nel 1996.
Conta 19 presenze nella nazionale italiana, con cui ha preso parte a un campionato d'Europa (Italia 1980) e a due campionati del mondo (Spagna 1982 e Messico 1986), disputando da titolare il Mondiale del 1986.

## Biografia
Il figlio primogenito Niccolò, promessa delle giovanili del Bologna, è deceduto nel 2001 a 17 anni a causa di un incidente stradale. Giovanni Galli ha raccontato il lutto per la morte del figlio nel libro La vita ai supplementari.

## Caratteristiche tecniche
Galli era un estremo difensore di sicura affidabilità, con uno stile improntato più all'efficacia che alla spettacolarità degli interventi; a lui si sono ispirati, tra gli altri, Luca Marchegiani e Francesco Toldo.

## Carriera

### Giocatore

#### Club
Ha esordito in Serie A a 19 anni con la maglia della Fiorentina nella stagione 1977-1978, e ha poi difeso la porta dei Gigliati per nove stagioni consecutive, fino al 1986. Nel campionato 1981-1982 con il club viola lottò per lo scudetto, conteso alla Juventus fino all'ultima giornata.
Nel 1986, a 28 anni, passò al Milan per 5 miliardi di lire, dove in quattro anni vincerà due Coppe dei Campioni (1988-1989 e 1989-1990), uno scudetto (1987-1988), una Coppa Intercontinentale (1989), una Supercoppa UEFA (1989) e una Supercoppa italiana (1988), oltre a raggiungere la finale di Coppa Italia nel 1989-1990.
Dal 1990 al 1993 giocò da titolare nel Napoli, che lo acquistò per 3 miliardi di lire, con cui vinse un'altra Supercoppa italiana nel 1990.
Nella stagione 1993-1994 difese la porta del Torino allenato da Emiliano Mondonico, con il quale disputò la Supercoppa italiana persa contro il Milan e la Coppa delle Coppe arrivando fino ai quarti di finale.
Nel campionato successivo, a 36 anni passò al Parma, questa volta come secondo di Luca Bucci. Con la squadra emiliana ottenne comunque 10 presenze in campionato e vinse la Coppa UEFA pur senza scendere in campo nella competizione.
Nell'ottobre del 1995 passò in Serie B alla Lucchese, dove nel 1996, a 38 anni, concluse la sua carriera sportiva.
Con le sue 496 presenze è al diciassettesimo posto della classifica di presenze in Serie A.

#### Nazionale

Galli (in piedi, primo da sinistra) in nazionale per un'amichevole preparatoria al

Già protagonista con la nazionale Under-21, venne convocato da Enzo Bearzot come terzo portiere dietro Zoff e Bordon sia per l'Europeo 1980 che per il vittorioso Mondiale 1982.
Il suo esordio in nazionale arrivò tuttavia solo il 5 ottobre 1983, a 25 anni, nella partita Italia-Grecia (3-0).
Dopo aver vinto il ballottaggio con Tancredi, disputò da titolare il Mondiale 1986, senza brillare. L'Italia fu eliminata dalla Francia agli ottavi di finale, in quella che fu l'ultima delle 19 presenze di Galli in maglia azzurra.

### Dirigente
Nella stagione 1997-1998 è stato il direttore sportivo del Foggia.
Il 22 marzo 2001 viene nominato team manager della Fiorentina.
Il 9 novembre 2006 entra nello staff tecnico del Real Madrid come osservatore, lavorerà a stretto contatto con il segretario generale Franco Baldini.
Il 13 dicembre 2007 il presidente Piero Arvedi lo nomina direttore generale del Verona. Il 28 febbraio 2008 si è dimesso per le grosse responsabilità a lui imputate per il cattivo andamento della squadra, quali la scelta dell'allenatore Maurizio Sarri e il mercato di gennaio deficitario. Acquistò per cinquantamila euro Jorginho, poi ceduto al Napoli in cambio di diversi milioni.
Il 10 dicembre 2012 iniziò a frequentare a Coverciano il corso di abilitazione per il master di allenatori professionisti Prima Categoria-UEFA Pro.
Il 21 ottobre 2014 è diventato il responsabile dell'area tecnica della Lucchese. Il 19 aprile 2016 ha rassegnato le dimissioni dal consiglio di amministrazione del club, le quali, però, sono state respinte. Al termine della stagione ha lasciato il suo incarico all'interno del club.

### Dopo il ritiro

#### Media
Dopo il ritiro dal calcio giocato, si è impegnato anche nelle vesti di opinionista e commentatore televisivo; dal 2003 al 2005 ha affiancato Bruno Longhi in qualità di commentatore tecnico nella telecronaca italiana dei videogiochi della serie FIFA della Electronic Arts. Dal 2009 è stato opinionista per Mediaset Premium.

#### Politica
Il 1º marzo 2009, il Popolo della Libertà annunciò la sua candidatura a sindaco di Firenze per le elezioni del 6 e 7 giugno 2009. Galli era sostenuto da una coalizione che includeva, oltre al PDL, anche la lista "Firenze con Giovanni Galli sindaco", la Lega Nord Toscana, i Pensionati Democratici Italiani, un comitato di cittadini e una lista civica animalista. Al primo turno elettorale, ottenne il 32% dei voti, contro il 47,5% del candidato del centrosinistra Matteo Renzi; al ballottaggio del 22 giugno, risultò sconfitto con il 40% dei voti, contro il 60% di Renzi.
Il 9 settembre 2011, ha lasciato il gruppo del PdL ed ha fondato il gruppo consiliare "Lista Galli - cittadini per Firenze".
Nel 2014, si è candidato alle Elezioni europee con Forza Italia nella Circoscrizione Centro, ma con 10 658 voti, non è stato eletto.
Nel 2020, in occasione delle elezioni regionali in Toscana, Galli si è candidato come capolista della Lega nella Circoscrizione Firenze: dopo aver ottenuto oltre 4.000 voti, è stato eletto in consiglio regionale grazie alla regola del "listino bloccato", nonostante la sconfitta della candidata alla presidenza, Susanna Ceccardi.
Nel 2024 si candida al consiglio comunale di Firenze sempre con la Lega.

## Statistiche

### Presenze e reti nei club
| Stagione          | Squadra           | Campionato        | Campionato | Campionato | Coppe nazionali | Coppe nazionali | Coppe nazionali | Coppe continentali | Coppe continentali | Coppe continentali | Altre coppe | Altre coppe | Altre coppe | Totale | Totale |
| Stagione          | Squadra           | Comp              | Pres       | Reti       | Comp            | Pres            | Reti            | Comp               | Pres               | Reti               | Comp        | Pres        | Reti        | Pres   | Reti   |
| ----------------- | ----------------- | ----------------- | ---------- | ---------- | --------------- | --------------- | --------------- | ------------------ | ------------------ | ------------------ | ----------- | ----------- | ----------- | ------ | ------ |
| 1977-1978         | Fiorentina        | A                 | 23         | -21        | CI              | 6               | -5              | CU                 | 0                  | 0                  | -           | -           | -           | 29     | -26    |
| 1978-1979         | Fiorentina        | A                 | 28         | -19        | CI              | 4               | -3              | -                  | -                  | -                  | -           | -           | -           | 32     | -22    |
| 1979-1980         | Fiorentina        | A                 | 30         | -27        | CI              | 3               | -1              | -                  | -                  | -                  | -           | -           | -           | 33     | -28    |
| 1980-1981         | Fiorentina        | A                 | 30         | -25        | CI              | 6               | -3              | -                  | -                  | -                  | TC          | 0           | 0           | 36     | -28    |
| 1981-1982         | Fiorentina        | A                 | 30         | -17        | CI              | 6               | -2              | -                  | -                  | -                  | -           | -           | -           | 36     | -19    |
| 1982-1983         | Fiorentina        | A                 | 30         | -25        | CI              | 5               | -3              | CU                 | 2                  | -3                 | -           | -           | -           | 37     | -31    |
| 1983-1984         | Fiorentina        | A                 | 30         | -31        | CI              | 9               | -10             | -                  | -                  | -                  | -           | -           | -           | 39     | -41    |
| 1984-1985         | Fiorentina        | A                 | 30         | -31        | CI              | 11              | -6              | CU                 | 4                  | -7                 | -           | -           | -           | 45     | -44    |
| 1985-1986         | Fiorentina        | A                 | 28         | -22        | CI              | 7               | -4              | -                  | -                  | -                  | -           | -           | -           | 35     | -26    |
| Totale Fiorentina | Totale Fiorentina | Totale Fiorentina | 259        | -218       |                 | 57              | -37             |                    | 6                  | -10                |             | 0           | 0           | 322    | -265   |
| 1986-1987         | Milan             | A                 | 25         | -16        | CI              | 6               | -2              | -                  | -                  | -                  | -           | -           | -           | 31     | -18    |
| 1987-1988         | Milan             | A                 | 30         | -12        | CI              | 5               | -4              | CU                 | 4                  | -3                 | -           | -           | -           | 39     | -19    |
| 1988-1989         | Milan             | A                 | 32         | -23        | CI              | 6               | -4              | CdC                | 9                  | -5                 | SI          | 1           | -1          | 48     | -33    |
| 1989-1990         | Milan             | A                 | 11         | -12        | CI              | 7               | -3              | CdC                | 8                  | -3                 | SU+CInt     | 2+1         | -1 + 0      | 29     | -19    |
| Totale Milan      | Totale Milan      | Totale Milan      | 98         | -63        |                 | 24              | -13             |                    | 21                 | -11                |             | 4           | -2          | 147    | -89    |
| 1990-1991         | Napoli            | A                 | 33         | -33        | CI              | 6               | -4              | CdC                | 4                  | 0                  | SI          | 1           | -1          | 44     | -38    |
| 1991-1992         | Napoli            | A                 | 33         | -40        | CI              | 4               | -3              | -                  | -                  | -                  | -           | -           | -           | 37     | -43    |
| 1992-1993         | Napoli            | A                 | 32         | -49        | CI              | 6               | -3              | CU                 | 4                  | -4                 | -           | -           | -           | 42     | -56    |
| Totale Napoli     | Totale Napoli     | Totale Napoli     | 98         | -122       |                 | 16              | -10             |                    | 8                  | -4                 |             | 1           | -1          | 123    | -137   |
| 1993-1994         | Torino            | A                 | 31         | -34        | CI              | 7               | -2              | CC                 | 6                  | -6                 | SI          | 1           | -1          | 45     | -43    |
| 1994-1995         | Parma             | A                 | 10         | -6         | CI              | 7               | -4              | CU                 | 0                  | 0                  | -           | -           | -           | 17     | -10    |
| 1995-1996         | Lucchese          | B                 | 26         | -30        | CI              | 0               | 0               | -                  | -                  | -                  | -           | -           | -           | 26     | -30    |
| Totale carriera   | Totale carriera   | Totale carriera   | 522        | -473       |                 | 111             | -66             |                    | 41                 | -31                |             | 6           | -4          | 680    | -574   |

### Cronologia presenze e reti in nazionale
| Cronologia completa delle presenze e delle reti in nazionale ― Italia | Cronologia completa delle presenze e delle reti in nazionale ― Italia | Cronologia completa delle presenze e delle reti in nazionale ― Italia | Cronologia completa delle presenze e delle reti in nazionale ― Italia | Cronologia completa delle presenze e delle reti in nazionale ― Italia | Cronologia completa delle presenze e delle reti in nazionale ― Italia | Cronologia completa delle presenze e delle reti in nazionale ― Italia | Cronologia completa delle presenze e delle reti in nazionale ― Italia |
| Data                                                                  | Città                                                                 | In casa                                                               | Risultato                                                             | Ospiti                                                                | Competizione                                                          | Reti                                                                  | Note                                                                  |
| --------------------------------------------------------------------- | --------------------------------------------------------------------- | --------------------------------------------------------------------- | --------------------------------------------------------------------- | --------------------------------------------------------------------- | --------------------------------------------------------------------- | --------------------------------------------------------------------- | --------------------------------------------------------------------- |
| 5-10-1983                                                             | Bari                                                                  | Italia                                                                | 3 – 0                                                                 | Grecia                                                                | Amichevole                                                            | -                                                                     | 46’                                                                   |
| 22-12-1983                                                            | Perugia                                                               | Italia                                                                | 3 – 1                                                                 | Cipro                                                                 | Qual. Euro 1984                                                       | -1                                                                    |                                                                       |
| 4-2-1984                                                              | Roma                                                                  | Italia                                                                | 5 – 0                                                                 | Messico                                                               | Amichevole                                                            | -                                                                     | 46’                                                                   |
| 3-3-1984                                                              | Istanbul                                                              | Turchia                                                               | 1 – 2                                                                 | Italia                                                                | Amichevole                                                            | -1                                                                    | 46’                                                                   |
| 7-4-1984                                                              | Verona                                                                | Italia                                                                | 1 – 1                                                                 | Cecoslovacchia                                                        | Amichevole                                                            | -1                                                                    | 46’                                                                   |
| 26-5-1984                                                             | Toronto                                                               | Canada                                                                | 0 – 2                                                                 | Italia                                                                | Amichevole                                                            | -                                                                     |                                                                       |
| 30-5-1984                                                             | New York                                                              | Stati Uniti                                                           | 0 – 0                                                                 | Italia                                                                | Amichevole                                                            | -                                                                     |                                                                       |
| 3-4-1985                                                              | Ascoli Piceno                                                         | Italia                                                                | 2 – 0                                                                 | Portogallo                                                            | Amichevole                                                            | -                                                                     | 46’                                                                   |
| 2-6-1985                                                              | Città del Messico                                                     | Messico                                                               | 1 – 1                                                                 | Italia                                                                | Amichevole                                                            | -                                                                     | 46’                                                                   |
| 6-6-1985                                                              | Città del Messico                                                     | Italia                                                                | 2 – 1                                                                 | Inghilterra                                                           | Amichevole                                                            | -                                                                     | 46’                                                                   |
| 25-9-1985                                                             | Lecce                                                                 | Italia                                                                | 1 – 2                                                                 | Norvegia                                                              | Amichevole                                                            | -2                                                                    | 46’                                                                   |
| 16-11-1985                                                            | Chorzów                                                               | Polonia                                                               | 1 – 0                                                                 | Italia                                                                | Amichevole                                                            | -                                                                     | 46’                                                                   |
| 5-2-1986                                                              | Avellino                                                              | Italia                                                                | 1 – 2                                                                 | Germania Ovest                                                        | Amichevole                                                            | -1                                                                    | 46’                                                                   |
| 26-3-1986                                                             | Udine                                                                 | Italia                                                                | 2 – 1                                                                 | Austria                                                               | Amichevole                                                            | -                                                                     | 46’                                                                   |
| 11-5-1986                                                             | Napoli                                                                | Italia                                                                | 2 – 0                                                                 | Cina                                                                  | Amichevole                                                            | -                                                                     | 46’                                                                   |
| 31-5-1986                                                             | Città del Messico                                                     | Italia                                                                | 1 – 1                                                                 | Bulgaria                                                              | Mondiali 1986 - 1º turno                                              | -1                                                                    |                                                                       |
| 5-6-1986                                                              | Puebla                                                                | Italia                                                                | 1 – 1                                                                 | Argentina                                                             | Mondiali 1986 - 1º turno                                              | -1                                                                    |                                                                       |
| 10-6-1986                                                             | Puebla                                                                | Italia                                                                | 3 – 2                                                                 | Corea del Sud                                                         | Mondiali 1986 - 1º turno                                              | -2                                                                    |                                                                       |
| 17-6-1986                                                             | Città del Messico                                                     | Francia                                                               | 2 – 0                                                                 | Italia                                                                | Mondiali 1986 - Ottavi di finale                                      | -2                                                                    |                                                                       |
| Totale                                                                |                                                                       | Presenze                                                              | 19                                                                    |                                                                       | Reti                                                                  | -12                                                                   |                                                                       |

## Palmarès

### Club

#### Competizioni nazionali
- Campionato italiano: 1

Milan: 1987-1988
- Supercoppa italiana: 2

Milan: 1988
Napoli: 1990

#### Competizioni internazionali
- Coppa dei Campioni: 2

Milan: 1988-1989, 1989-1990
- Supercoppa UEFA: 1

Milan: 1989
- Coppa Intercontinentale: 1

Milan: 1989
- Coppa UEFA: 1

Parma: 1994-1995

### Nazionale
- Campionato mondiale: 1

Spagna 1982

## Opere
- Giovanni Galli, La vita ai supplementari, Milano, Rizzoli, 2010, ISBN 978-88-17-03843-0.
- Sergio Taccone, Giovanni Galli. L'eroe di Belgrado., Milano, Collana Monografie. Storie Rossonere, 2021, ISBN 979-85-44-14175-4.